# حرب الخليج (لعبة)
حرب الخليج هي اللعبة الثالثة في سلسلة ألعاب الدبابات القتالية، بعد لعبتي "فريق يانكي" و "جزر المحيط الهادئ". تعرض اللعبة حرب تخيليّة عن غزو العراق للكويت للمرة الثانية.

## طريقة اللعب
يقود اللاعب فصيلة من 16 دبابة مقسمة إلى أربع قطع. كل قطعة تُمثل مركز قيادة لأربع وحدات. يجب على اللاعب التحكم بالدبابات بتحريكها وإطلاق النار عليها على شاشة الألعاب، وتخطيط تحركاتها على الشاشة التكتيكية. تعتمد اللعبة بشكل كامل على الفأرة. من أهم الأمور تدمير المباني مقابل المال ومنع تدمير المباني الأخرى.

## استقبال
| استقبال                                                                                                 |           |
| --- | --------- |
| نتائج المراجعة نشرة نقاط The One (AMI) 82% [ 1 ] CU Amiga (AMI) 83% [ 2 ] Atari ST User (AST) 89% [ 3 ] |           |
| نتائج المراجعة                                                                                          |           |
| نشرة | نقاط      |
| The One                                                                                                 | (AMI) 82% |
| CU Amiga                                                                                                | (AMI) 83% |
| Atari ST User                                                                                           | (AST) 89% |